# تقصف

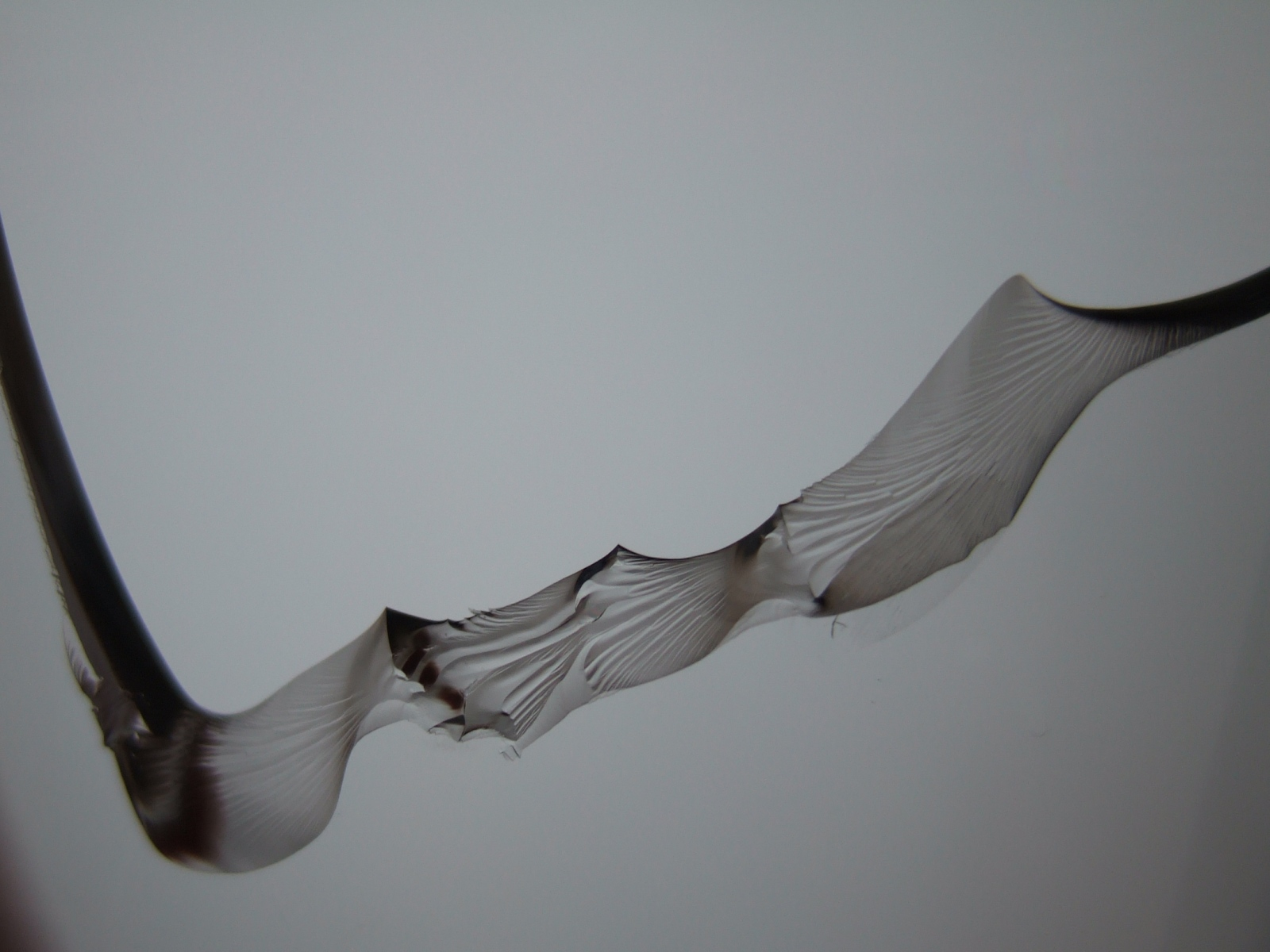
شرخ تقصف في زجاج.

التقصف هي صفة للمادة سهلة الكسر التي لا تتحمل التشكيل اللدن.

## نمو الشروخ
الشرخ هو حركة أسرع من سرعة الصوت في مادة قصفة. وقد اكتشفت هذه الظاهرة لأول مرة من علماء في معهد ماكس بلانك لأبحاث الفلزات في شتوتغارت (ماركوس بولر وهواجيان جاو) ومركز أبحاث آي بي إم في ألمادن في سان هوزيه بكاليفورنيا (فريد ابراهام).

## الهوامش
- ملاحظة 1 تسميه بعض المعاجم بالقَصافة[5] أو القَصامة[5] أو الهشاشة[5]